# Monumento a San Martín (Tucumán)
El Monumento al General José de San Martín es una estatua ecuestre ubicada en San Miguel de Tucumán, Tucumán, Argentina. Está en el centro de la plaza San Martín de la capital, siendo patrimonio histórico provincial.

## Historia
La estatua fue inaugurada el 24 de septiembre de 1910 por el intendente Eduardo Paz, junto a la plaza San Martín. Esta era una réplica del monumento al prócer ubicado en la plaza San Martín de Buenos Aires obra de Louis Joseph Dumas. En ese momento era muy común adquirir estatuas de San Martín para conmemorar celebraciones patrióticas, llegando a 60 esculturas entre ciudades argentinas y extranjeras.
En 1977 fue remodelado el sector de la plaza aledaño al monumento, agregando 22 mástiles en honor a los países latinoamericanos. Estos fueron eliminados en 2015, remodelándose además la plaza. Asimismo, se restauró el monumento y se instaló iluminación led para alumbrarlo.